# Parcheggio

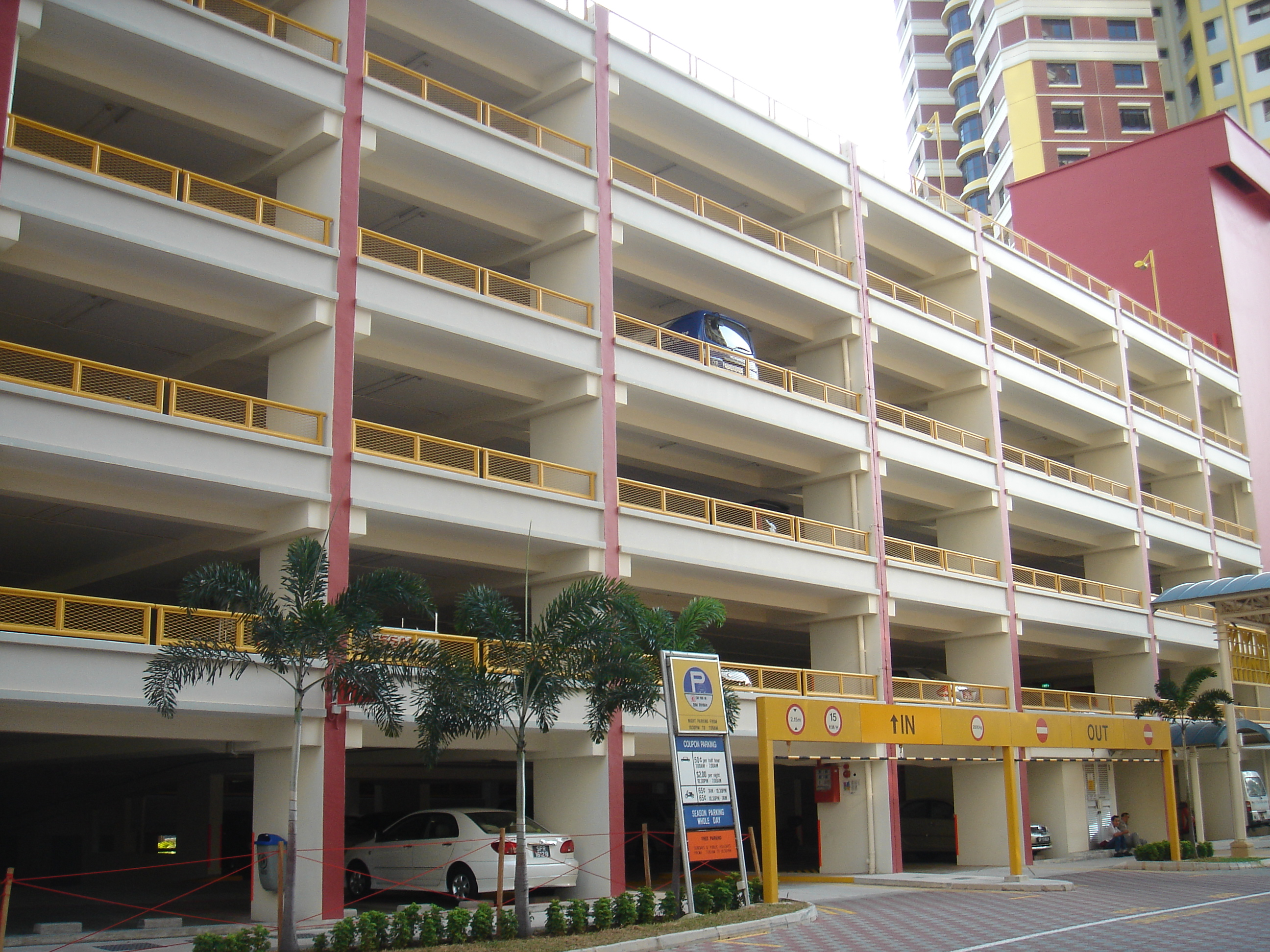
Parcheggio multi-piano

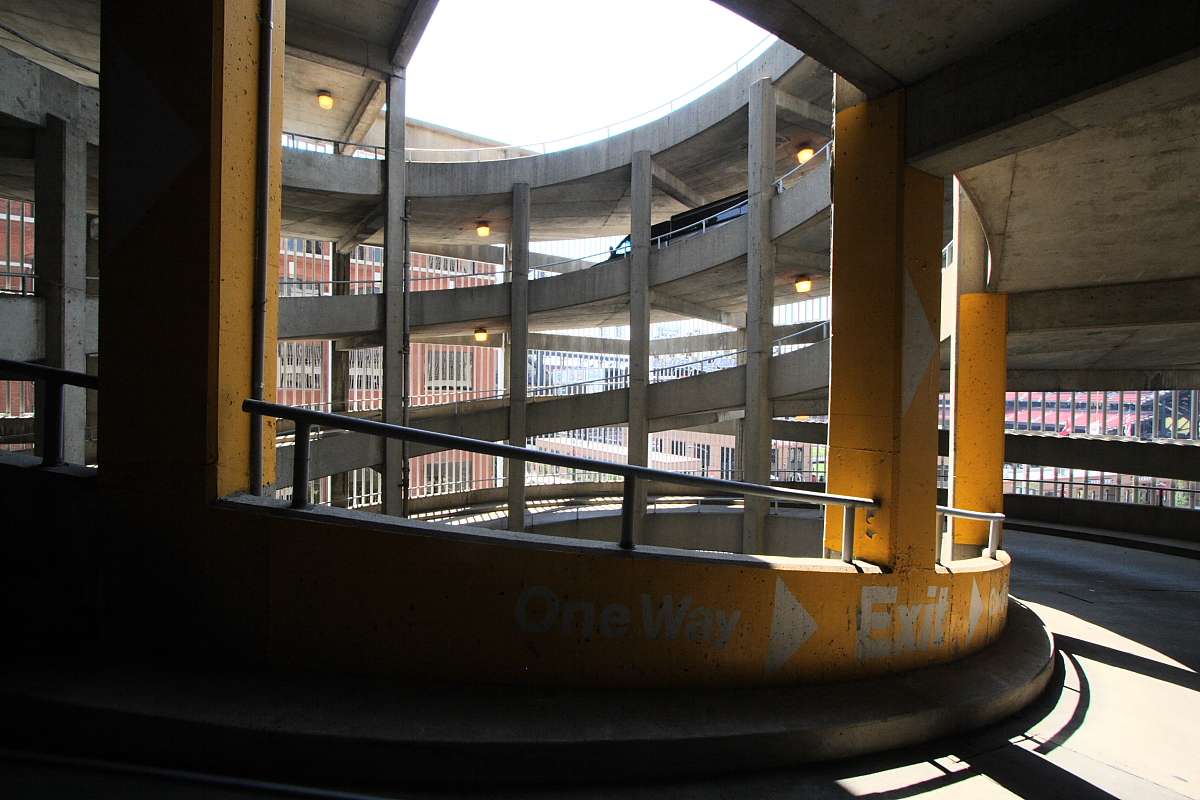
Particolare di una rampa di un parcheggio

Il parcheggio o posteggio (o parcheggio custodito se disponga di sorveglianza) indica un luogo, uno spazio o una zona adibiti alla sosta di veicoli, nonché la tecnica di posizionamento dei veicoli per la sosta.
Si parla invece di autorimessa quando la zona destinata a parcheggio è situata all'interno di una struttura edilizia, anche posta sotto il piano stradale.

## Caratteristiche

### Luoghi adibiti
Al fine di salvaguardare l'ordine pubblico nella regolamentazione delle attività stradali, la deposizione di veicoli per la sosta viene in genere disciplinata mediante la previsione di idonei spazi a ciò riservati e l'obbligo di utilizzo degli stessi, onde evitare che un eventuale abbandono disordinato e casuale dei veicoli possa produrre il blocco della circolazione stradale.
In genere facendo seguito a normativa specifica, già l'urbanistica ha dovuto formulare appositi canoni previsionali per preordinare che nelle nuove zone di fabbricazione siano destinate a parcheggio determinate quote degli spazi scoperti e coperti. In proposito, la norma che più diffusamente ha contribuito a tali elaborazioni è stata la legge 24 marzo 1989 n. 122 (la cosiddetta legge Tognoli).
Il parcheggio può essere riservato a particolari categorie di veicoli, ma ciò deve essere motivato da comprovate esigenze di circolazione o caratteristiche della strada, in modo tale da non risultare discriminatorio e lesivo della libera circolazione. 
L'atto deve essere motivato , e una dettagliata analisi tecnica di supporto deve essere accessibile ai cittadini: in assenza il provvedimento che limita la circolazione ad alcuni veicoli può essere annullato per violazione di legge, a seguito di difetto di istruttoria o difetto di motivazione.
Ulteriori chiarimenti del Ministero delle Infrastrutture e dei Trasporti affermano che:
- una misura sicuramente discriminatoria è quella dell'ente proprietario che vieti la sosta ad un solo tipo di veicoli e al contempo nella medesima strada riservi un parcheggio a quella categoria.
- nel caso di stalli longitudinali lungo le strade deve essere delimitata la sola larghezza e non lunghezza dell'area di sosta, fruibile così a motoveicoli e tutti tipi di veicoli. La delimitazione della lunghezza è riservata a stalli inclinati o perpendicolari.

### Dimensioni dello stallo
La legislazione italiana di riferimento stabilisce con il Decreto ministeriale 5 novembre 2001 n. 6792 il dimensionamento della fascia occupata dagli stalli di sosta (ossia un posto auto singolo) su strada libera, variabile in relazione a tre tipi di parcheggio:
- a nastro (longitudinale all'asse stradale): 2,00 m di larghezza e 5,00 m di profondità
- a pettine (perpendicolare all'asse stradale): 2,30 m di larghezza e 5,00 m di profondità
- a spina o "a denti di sega" (angolato da 30 a 60 gradi rispetto all'asse stradale): 2,30 m di larghezza e 4,80 m di profondità[5]

La larghezza del singolo stallo solo eccezionalmente può essere limitata a 1,80 m.
La norma prevede inoltre che "eventuali corsie di manovra a servizio delle fasce di sosta devono avere una larghezza, misurata tra gli assi delle strisce che le delimitano, rispettivamente pari a 3,50 m per la sosta longitudinale e 6,00 m per la sosta perpendicolare al bordo della carreggiata, con valori intermedi per la sosta inclinata".
Entro questi margini di legge, ogni comune italiano può stabilire le diverse misure minime del singolo posto auto, riportandole negli strumenti di pianificazione urbana.
Il riferimento dimensionale della sagoma del modello di automobile tipicamente usabile per dimensionare i posti macchina è pari a 4,20 metri di lunghezza e 1,80 metri di larghezza (escludendo gli specchietti retrovisori laterali).
I parcheggi dedicati alle persone diversamente abili richiedono una maggiore larghezza dello stallo, per consentire la discesa dal mezzo di un'eventuale sedia a rotelle: le strisce che delimitano tale posteggio sono sempre di colore giallo e presentano un pittogramma disegnato sul terreno che ne indica la esclusività nell'uso.

### Sosta retroversa

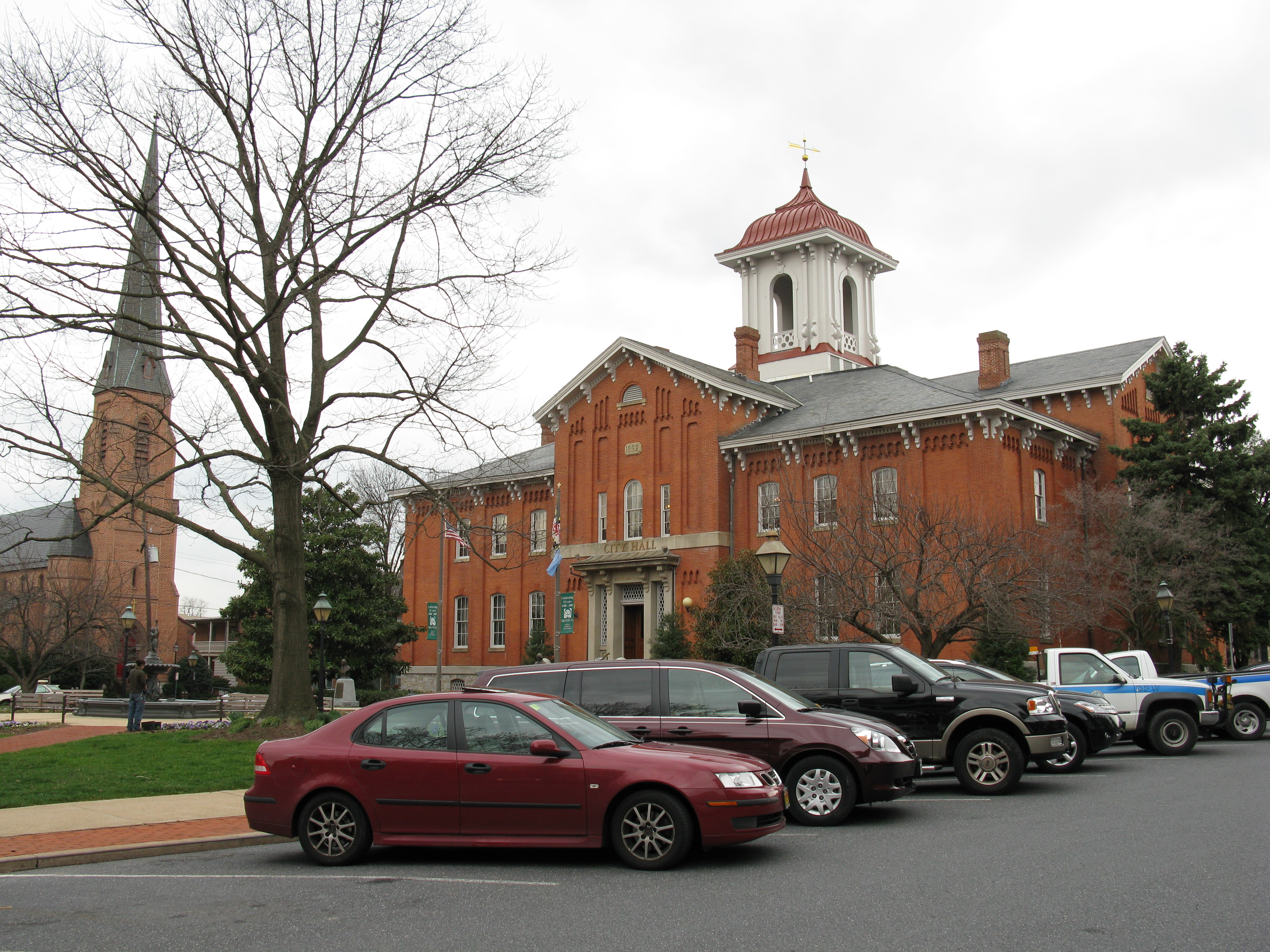
Sosta retroversa a Frederick Maryland, USA

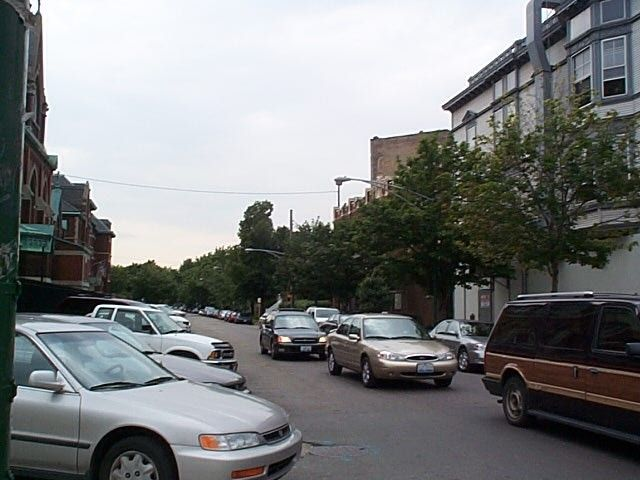
Sosta retroversa a Chicago, Illinois, USA

La sosta retroversa (in inglese back-in angle parking) è una configurazione della fascia di parcheggio a bordo strada con l'obiettivo di migliorare la sicurezza stradale.
In presenza di stalli di sosta retroversi, i veicoli che intendono parcheggiare superano leggermente lo stallo di sosta desiderato, accendono gli indicatori di posizione, e poi si inseriscono in retromarcia nello stallo. In questo modo, nel momento in cui si lascia il parcheggio, chi conduce il veicolo ha piena visibilità del traffico in arrivo. Viceversa, nei parcheggi tradizionali a spina di pesce, è spesso difficile vedere il traffico in arrivo nel momento in cui si esce in retromarcia dal parcheggio, con il rischio di rallentare il traffico o di travolgere pedoni, ciclisti o altri veicoli.
Secondo il Pedestrian & Bicycle Information Center, la sosta retroversa garantisce ai conducenti una migliore visibilità dei pedoni, ciclisti, veicoli a motore e degli altri utenti della strada nella fase di uscita dal parcheggio., oltre a rendere più semplice la manovra di reimmissione nel traffico.
La sosta retroversa consente il contatto visivo e verbale tra chi conduce il veicolo e gli altri utenti della strada. Questa soluzione comporta inoltre il posizionamento del baule posteriore dell'automobile in adiacenza al marciapiede, semplificando il carico e scarico.

## Tipologie

### Il parcheggio commerciale
Il parcheggio commerciale è un'azienda pubblica o privata che fornisce spazi per il parcheggio contro il pagamento di un determinato canone per lo più commisurato per unità orarie.
Tali aziende si sono sviluppate dove ovviamente è maggiore il fabbisogno, ad esempio nelle zone centrali delle città ad alta intensità di traffico, in vicinanza di porti, aeroporti, stazioni ferroviarie ecc.
Spesso si tratta di silos di parcheggi, "palazzi" a più piani che contengono garage e parcheggi a lisca di pesce, realizzati dai Comuni con la finanza di progetto o direttamente da società private. Molto raramente questi silos contengono parcheggi gratuiti (a "striscia bianca"). Ciò accade, nonostante la pubblica utilità dell'opera, anche quando i parcheggi vengono realizzati da enti pubblici, dopo il periodo necessario a ripagare l'onere dell'opera (pubblico e privato) e a remunerare con un adeguato profitto l'eventuale intervento del capitale privato. L'affitto dei garage e di questi parcheggi a pagamento costituisce una discreta rendita immobiliare per i proprietari.
Spesso, dove scarseggiano i parcheggi, vengono utilizzati i parcheggi dei centri commerciali, gratuiti e aperti tutto il giorno, propriamente riservati ai clienti del supermercato. Trattandosi di parcheggio all'interno di una proprietà privata, non può agire all'interno la Polizia Municipale, e quindi non vi sono sanzioni per chi non rispetta i limiti di tempo e l'utilizzo dell'area riservato ai clienti.
Per evitare questo, alcuni supermercati hanno scelto di fare pagare il parcheggio, se il cliente si ferma oltre un certo limite di tempo senza fare acquisti. Per non pagare, il cliente deve mostrare uno scontrino di acquisto. Questa modalità a volte si rivela controproducente se si tiene conto che spesso gli acquisti non sono "programmati" prima di partire ma impulsivi, dovuti a qualcosa che piace al cliente e lo spinge al comprare sul momento, laddove questa pratica spinge i clienti a trascorrere meno tempo all'interno del centro commerciale, per non pagare il posteggio dell'auto, ma può anche essere nell’interesse del commerciante, dal momento che una sosta a pagamento può incentivare la rotazione degli stalli e la possibilità da parte di un maggior numero di persone di usufruirne.
La rarità dei parcheggi è un problema meno sentito in America dove le città sono cresciute e state pensate più "a misura di automobile", più abbondanti di parcheggi e di strade a più corsie. Ciò è probabilmente dovuto ad una diffusione più graduale della motorizzazione civile che in Italia è letteralmente esplosa negli anni '60, mentre negli USA cresce dai tempi della Ford (anni '30).
Talora, si trova a pagamento un parcheggio incustodito, su terreno sterrato (non asfaltato) oppure ricavato lungo una corsia stradale (e non in un apposito marciapiede), in virtù della scarsità di stalli in tale zona (e per allocare quindi il bene scarso più efficacemente mediante pagamento, rispondendo a domanda e offerta)

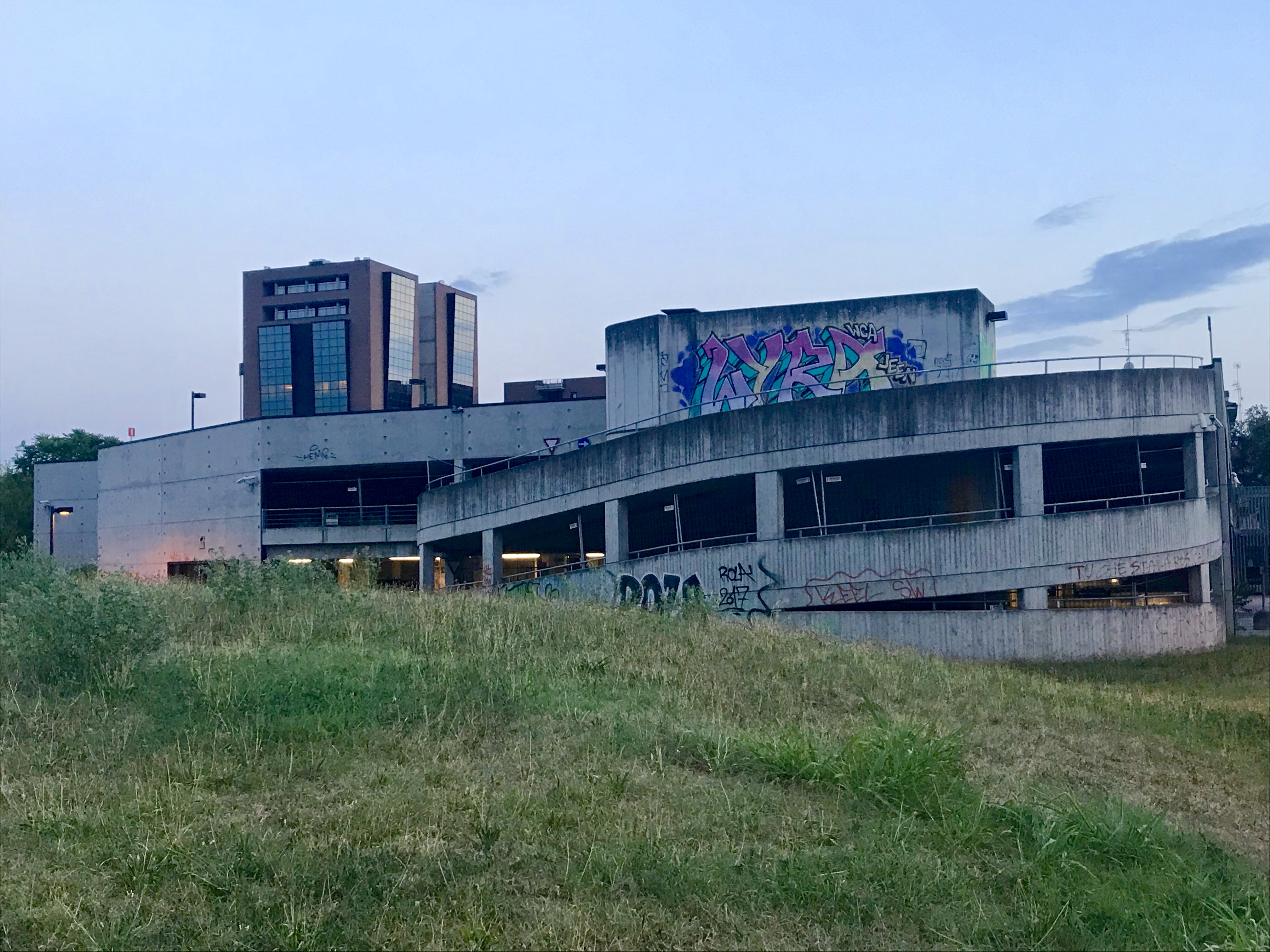
Il parcheggio Gasometro, una struttura multipiano a silo a servizio del centro di Reggio Emilia

### Il parcheggio automatizzato
Nei parcheggi commerciali, in zone con più stringente carenza di spazi per la sosta, vanno da qualche decennio sviluppandosi sofisticate tecniche di stivaggio dei veicoli mediante l'utilizzo di apparecchiature elettromeccaniche che ottimizzano l'occupazione degli spazi.
L'utente lascia opportunamente il suo veicolo su piastre metalliche semoventi che provvederanno automaticamente a prelevarlo ed inserirlo in apposite sezioni degli spazi disponibili gergalmente dette "cassettiere", sino al posto finale (detto "loculo").
Ci sono molteplici soluzioni di parcheggi automatici che solitamente vengono creati e progettati su misura alla struttura già esistente. Installando un sistema di parcheggio automatico si ottimizzano gli spazi e i tempi nel parcheggiare la propria vettura.
Notevoli problemi di sicurezza si pongono a causa dei rischi connessi a quanto potenzialmente contenuto negli autoveicoli, e questo comporta rilevanti difficoltà assicurative e di polizia che, unitamente agli elevati costi di impianto e di gestione, frenano lo sviluppo di queste strutture.

### Il parcheggio modulare
Un problema riscontrato frequentemente nella pianificazione delle aree di parcheggio è dover far fronte ad una domanda di posti auto rapidamente crescente e non prevista. Le strutture metalliche modulari costituiscono un'idonea soluzione quando il bisogno di incrementare i posti auto non è accompagnato dalla possibilità di ampliare l'area di superficie o la realizzazione di un multipiano non è fattibile. Il sistema costruttivo è costituito dall'aggregazione modulare di elementi verticali prefabbricati (pilastri metallici) ed elementi orizzontali (travi metalliche e solaio misto in calcestruzzo): diverse unità modulari possono essere assemblate seguendo la configurazione planimetrica esistente o assumere forme diverse. Le dimensioni della maglia strutturale di ogni modulo sono generalmente 5 m × 5 m o 15 m × 5 m. Questa soluzione rende possibile l'inserimento di un parcheggio in struttura in aree vincolate come aree archeologiche o centri storici cittadini perché consente di:
a) raddoppiare quasi integralmente l'area di sosta senza intaccare il suolo, non dovendo ricorrere a scavi o fondazioni cementizie di tipo tradizionale;
b) sopraelevare la superficie di sosta per mezzo di una struttura leggera e di modeste dimensioni in altezza.
c) adattare il sistema ad aree di sosta di dimensioni sia ampie che ridotte grazie alla notevole flessibilità progettuale offerta dalla modularità dei componenti prefabbricati.
Si tratta generalmente di strutture amovibili che possono evitare di destinare l'uso in modo irrevocabile ad area di parcheggio e che sono quindi considerate nella concezione di infrastrutture di natura temporanea, ovvero in una gestione della sosta più versatile, dinamica e facilmente integrata nella progettazione urbanistica. Sono numerosi i casi in cui queste strutture sono state infatti smontate, dopo un certo numero di anni, per lasciare spazio alla costruzione di strutture per la sosta multipiano e contestualmente rimontate su aree limitrofe per rispondere efficacemente alla carenza di posti auto. Analogamente, si possono utilizzare le strutture amovibili, generalmente a un piano e senza fondazioni, se in fase di progettazione si prevede il successivo smantellamento del parcheggio per svincolare l'area dalla funzione di superficie di sosta e per destinarla ad un uso differente.

### Parcheggio a pagamento
Il pagamento della sosta e dei parcheggi è spesso utilizzato anche come tecnica di moderazione del traffico in ambito urbano. In tali casi vengono definite tariffe di sosta (su strada o in strutture dedicate) calibrate in base alla posizione (es. centro, semi-periferia, ecc.), in base al tipo di giorno (feriale, festivo) ed in base alla fascia oraria (es. di punta, di morbida).
Solitamente, con questa tattica, disincentiva così l'accesso ai centri storici con le auto di proprietà nei giorni e nelle ore di massimo accesso, intervenendo sulla sosta e non su misure di divieto o restrizione alla circolazione.
Per pagare il parcheggio in Italia esistono vari metodi: con le classiche monete o banconote (solitamente utilizzato in tutta Italia), i dispositivi OBU (come Telepass e UnipolMove) e le app come EasyPark, MyCicero ed altre, le quali permettono di non esporre il biglietto di pagamento, obbligatorio in caso di pagamento con monete o banconote.

### Parcheggio in seconda o doppia fila

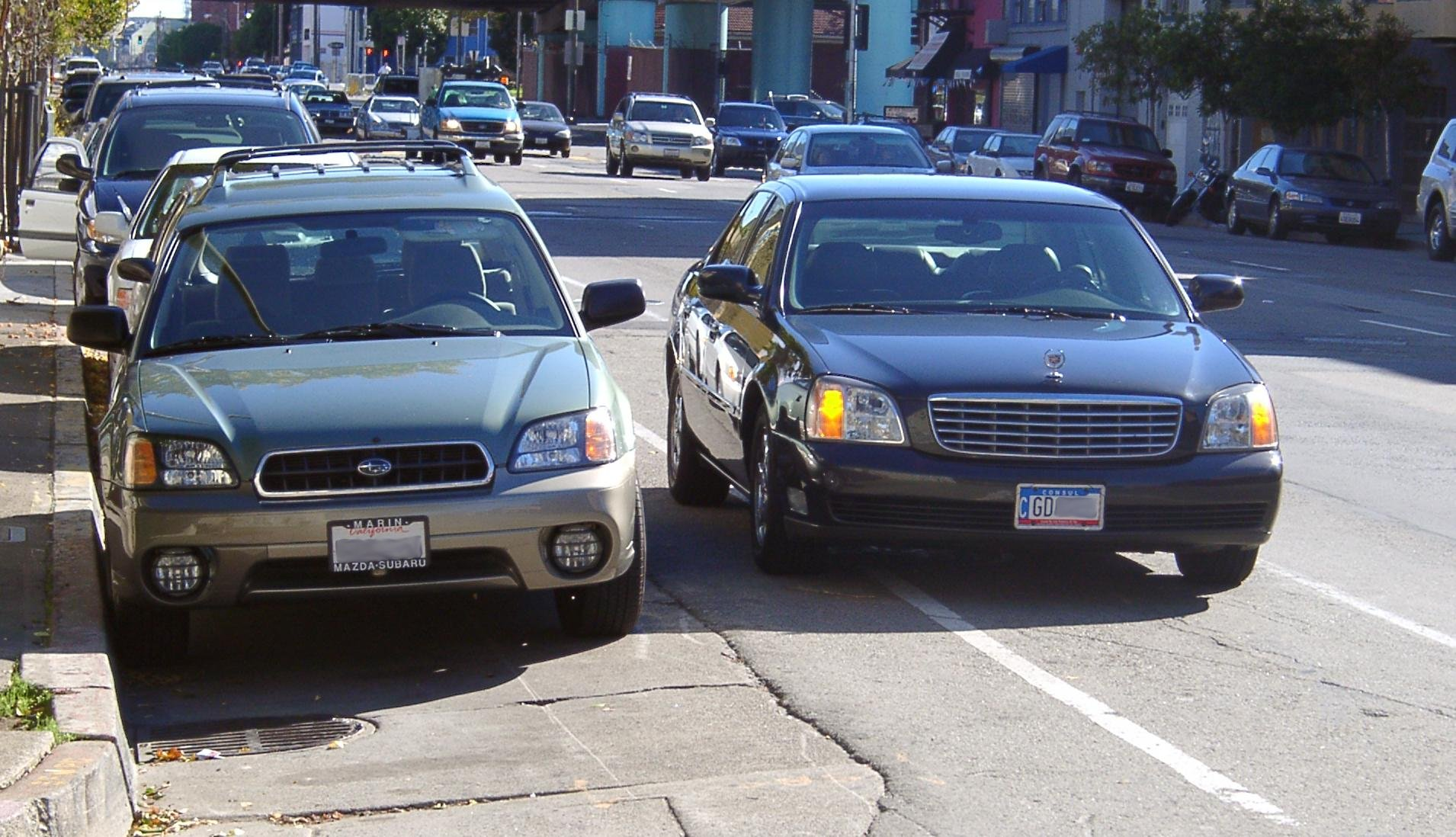
Un'auto in doppia fila.

Si intende la pratica illegale di parcheggiare un veicolo vicino ad una fila di veicoli già in sosta vicino a un marciapiede. Questo solitamente impedisce ai veicoli della fila legale di uscire dal proprio parcheggio, oppure crea intralcio perché il veicolo in doppia fila occupa una parte della strada destinata ad altro uso (ad esempio corsia di marcia o pista ciclabile). Sebbene sia illegale, ciò è abbastanza comune in grandi aree urbane.
Il parcheggio in doppia fila, dove considerato illegale, è solitamente punito con una multa o la rimozione coatta del veicolo. In particolare ai sensi dell'art. 158 del Codice della strada italiano la sanzione è compresa tra i 38 e i 155 Euro, con l'eventuale sanzione accessoria del blocco o della rimozione del veicolo. Il parcheggio in seconda fila, secondo la legislazione italiana, è sempre vietato ad eccezione di veicoli a due ruote, quali ciclomotori e motocicli, nel solo caso il veicolo in prima fila sia un altro mezzo a due ruote.

### Parcheggio contromano
Nelle strade a doppio senso di circolazione è vietato parcheggiare contromano, ovvero con il muso del veicolo nel verso sbagliato. Per parcheggiare in un posto libero alla propria sinistra occorre infatti compiere una inversione ad U in modo da trovarsi nel verso corretto di percorrenza della strada. Nell'eventualità che un incidente coinvolga un'auto parcheggiata contromano l'assicurazione non pagherà i danni a causa dell'irregolarità commessa in fase di parcheggio. Tale prassi delle compagnie assicurative è stata approvata anche in sede di ricorsi alla magistratura.

## Tecnica di parcheggio

Parcheggio in parallelo

L'insieme delle manovre da eseguirsi per posizionare un veicolo in sosta costituisce una tecnica che è parte importante dell'arte della guida. Le tecniche di parcheggio sono ovviamente differenziate a seconda del tipo di veicolo da parcheggiarsi, del tipo di sostrato (in genere il manto stradale, ma non solo questo), delle sue condizioni di eventuale pendenza e del tipo di spazio disponibile (parcheggi in linea, a spina di pesce).